# Pristimantis xeniolum
Pristimantis xeniolum là một loài động vật lưỡng cư trong họ Strabomantidae, thuộc bộ Anura. Loài này được Lynch mô tả khoa học đầu tiên năm 2001.
Chúng là loài đặc hữu của Colombia. Môi trường sống tự nhiên của chúng là đồng cỏ ở cao nhiệt đới hoặc cận nhiệt đới.